# نهر النحاس
نهر النحاس (بالإنجليزية: Brass river)‏ هو أحد فروع نهر الراهبة الذي هو في الأساس فرع من فروع نهر النيجرفي دلتا النيجر في نيجيريا.في القرن 19 كان النهر طريقا تجاريًا هامًا لنقل الطلائع الأولى للعبيد وبعض البضائع كان من أشهرها زيت النخيل.